# Инициатива друзей Израиля
«Инициатива друзей Израиля» («Friends of Israel Initiative») — международный альянс, созданный под лозунгом «Поддержи Израиль, защити Запад!» в июне 2010 года. Организацию возглавляет Хосе Мария Аснар бывший премьер-министр Испании.

## Декларация
(В сокращени)
1. Израиль является одной из западных стран, с либерально-демократической политической системы, действующей в рамках верховенства закона.
2. Право Израиля на существование, не должно ставиться под сомнение. В условиях кампании делигитимизации Израиля, мы напоминаем всем людям доброй воли об истинном историческом контексте, в котором Государство Израиль было восстановлено после резолюции № 181 Организации Объединенных Наций в 1947 году.
3. Израиль, как суверенное государство, имеет право на самооборону.
4. Израиль находится на нашей стороне. Имея это в виду, мы должны четко представлять, что борьба Израиля — наша борьба.
5. Ключевую роль в прекращении арабо-израильского конфликта играет безоговорочное признание палестинской стороной Израиля, в качестве законного национального очага еврейского народа.
6. Мы разделяем с Израилем одинаковые угрозы и вызовы. Есть две угрозы, связанные между собой, которые угрожают региону, и также всему миру: распространение исламского фундаментализма и джихада, и перспектива ядерного Ирана.
7. Непрерывная делигитимизация Израиля приводит к повышению агрессивного и опасного антисемитизма.

## Цели организации
- Бороться с делегитимизацией Государства Израиль за рубежом и внутри институтов международного сообщества.
- Публично продемонстрировать нашу солидарность с демократическими институтами Израиля — законными выразителями тысячелетнего стремления еврейского народа жить в условиях мира и свободы на своей национальной родине.
- Поддерживать неотъемлемое право Израиля на безопасные границы, беспрепятственную борьбу с террористами или тираническими режимами, с тем чтобы её граждане могли продолжать жить с теми же гарантиями, что действуют в нашем обществе.
- Последовательно и твердо выступать против перспективы ядерного Ирана.
- Добиваться того, чтобы Израиль был полностью принят, в качестве нормальной западной страны, важной и неотделимой частью западного мира, к которому мы принадлежим.
- Подтвердить значение религиозного, морального и культурного иудео-христианского наследия, в качестве основного источника либерального и демократического западного общества.[2]

## Учредители
Среди учредителей:
|  |  |  |  |

- Итальянский философ Марцелла Пера
- Британский историк Андре Робертс

## Акции организации

### Обращение председателя организации
17 июня 2010 года председатель организации «Инициатива друзей Израиля» Хосе Мария Аснар обратился к мировой общественности через лондонскую газету «Таймс».

Израиль — наша передняя линия обороны в беспокойном регионе, который постоянно находится на грани погружения в хаос; в регионе жизненно важном для нашей энергетической безопасности ввиду нашей чрезмерной зависимости от ближневосточной нефти; в регионе, который представляет собой первую линию борьбы против экстремизма. Если Израиль пойдет ко дну, ко дну пойдем мы все.
Оригинальный текст (англ.)Israel is our first line of defence in a turbulent region that is constantly at risk of descending into chaos; a region vital to our energy security owing to our overdependence on Middle Eastern oil; a region that forms the front line in the fight against extremism. If Israel goes down, we all go down.  